# Asperdaphne laceyi
Asperdaphne laceyi é uma espécie de gastrópode do gênero Asperdaphne, pertencente a família Raphitomidae.